# Frederic Apcar
Frederic Stephen Apcar (ur. 16 września 1914 w Paryżu, zm. 2 sierpnia 2008 w Las Vegas) – francusko-amerykański impresario, twórca spektakli rewiowych, reżyser i producent teatru rewiowego przy hotelu Dunes w Las Vegas, do którego osobiście zaangażował francuską piosenkarkę Line Renaud, a później Polkę, Violettę Villas. Miał żonę Olgę, córkę Elisabeth oraz syna Frederica juniora.